# 파이브 포크스 전투
파이브 포크스 전투(Battle of Five Forks)는 남북 전쟁의 막바지인 1865년 4월 1일에 진행된 애퍼매턱스 방면 작전의 일부로 버지니아 피터스버그 근처 딘위디 카운티에서 벌어진 전투이다. 이 전투는 남군의 마지막 패배를 결정지은 의미에서, 때로는 ‘남부 동맹의 워털루’로 불리기도 하며, 북군의 필립 셰리던 소장이 남군 로버트 E. 리 장군 휘하의 북버지니아 군의 조지 피켓 소장과 싸웠다. 이 전투에서 피켓이 패배하자 리는 피터스버그 근처 참호 선을 포기하는 결단을 내릴 수 밖에 없었고, 철수를 시작한 후 4월 9일에 애퍼매턱스 코트 하우스에서 항복으로 이어졌다.

## 배경
3월 31일 딘위디 코트 하우스 전투 이후, 피켓은 북군 5군단에서 지원군이 도착했다는 것을 알아내고서는 해처스 런의 후방 위치로 퇴각하기를 원했다. 그러나, 리 장군은 피켓에게 해처스 런의 후퇴를 중단시키고, 그 보병 사단과 3개 기병 사단으로 파이브 포크스의 교차점을 확보하도록 명령했다. "파이브 포크스"는 화이트 오크 도로와 스콧 도로, 포즈 도로 (혹은 처치 도로), 그리고 딘위디 코트 하우스 도로의 교차로를 말하는 것이었다. 리 장군의 전언은 다음과 같은 것이었다.
| “ | 어떤 위험을 감수하고서라도 파이브 포크스를 확보할 것. 포드 디포로 이어지는 길을 보호하고, 북군이 사우스사이드 철로를 공격하지 않도록 한다. 당신의 부대를 필요 이상으로 후퇴시킨 것을 유감스럽게 생각하며, 모처럼 잡은 이점을 유지할 수 없는 것을 유감스럽게 생각한다. | ” |

피켓의 부대는 화이트 오크 로드를 따라 통나무와 흙으로 방어선을 약 2.8km 정도 구축하고 기병대로 두 측면을 방어했다. 셰리던의 기습 계획은 전선에 걸쳐 기병으로 가벼운 압박을 하여 남군을 쉽사리 못 움직이게 해두고 가버누어 워렌 소장의 제5군단으로 전부 남군의 왼쪽 면을 집중 공격하는 것이었다. 잘못된 지도 정보로 셰리던은 적의 왼쪽이 실제보다 훨씬 동쪽에 있는 것처럼 믿고 있었다.